# Pont del Diable (Martorell)
El pont del Diable, conegut antigament com a pont de Sant Bartomeu, és una obra situada entre els municipis de Martorell (Baix Llobregat) i Castellbisbal (Vallès Occidental) declarat bé cultural d'interès nacional. És un pont d'origen romà sobre el riu Llobregat, que uneix dues comarques, la del Vallès Occidental i la del Baix Llobregat. La seva gestió i conservació depenen del Museu Municipal Vicenç Ros. L'arc triomfal d'època romana, molt degradat malgrat la restauració de què fou objecte el 1928, també ha estat declarat bé cultural d'interès nacional.

## Descripció
El pont pròpiament dit és el fruit, en el seu estat actual, de diverses reconstruccions. D'època romana, conserva els fonaments, als estreps d'ambdues bandes. Juxtaposat al parament romà hi ha el carreuat romànic, molt clar, i restes de la reforma gòtica posterior. El pont, bastit a finals del segle xiii (1283), consta de dos arcs desiguals, de volta apuntada. El pont gòtic fou restaurat el 1768 i 1933, destruït durant la Guerra civil i reconstruït als anys 1950. La reconstrucció moderna correspon a la part superior, al carener del pont, amb l'arc central i l'aixopluc superior.
L'aparell romà és encoixinat, gran, i duu com a document epigràfic les marques de les legions que hi treballaren. L'aparell romànic, juxtaposat, és de carreus més petits col·locats en filades regulars.

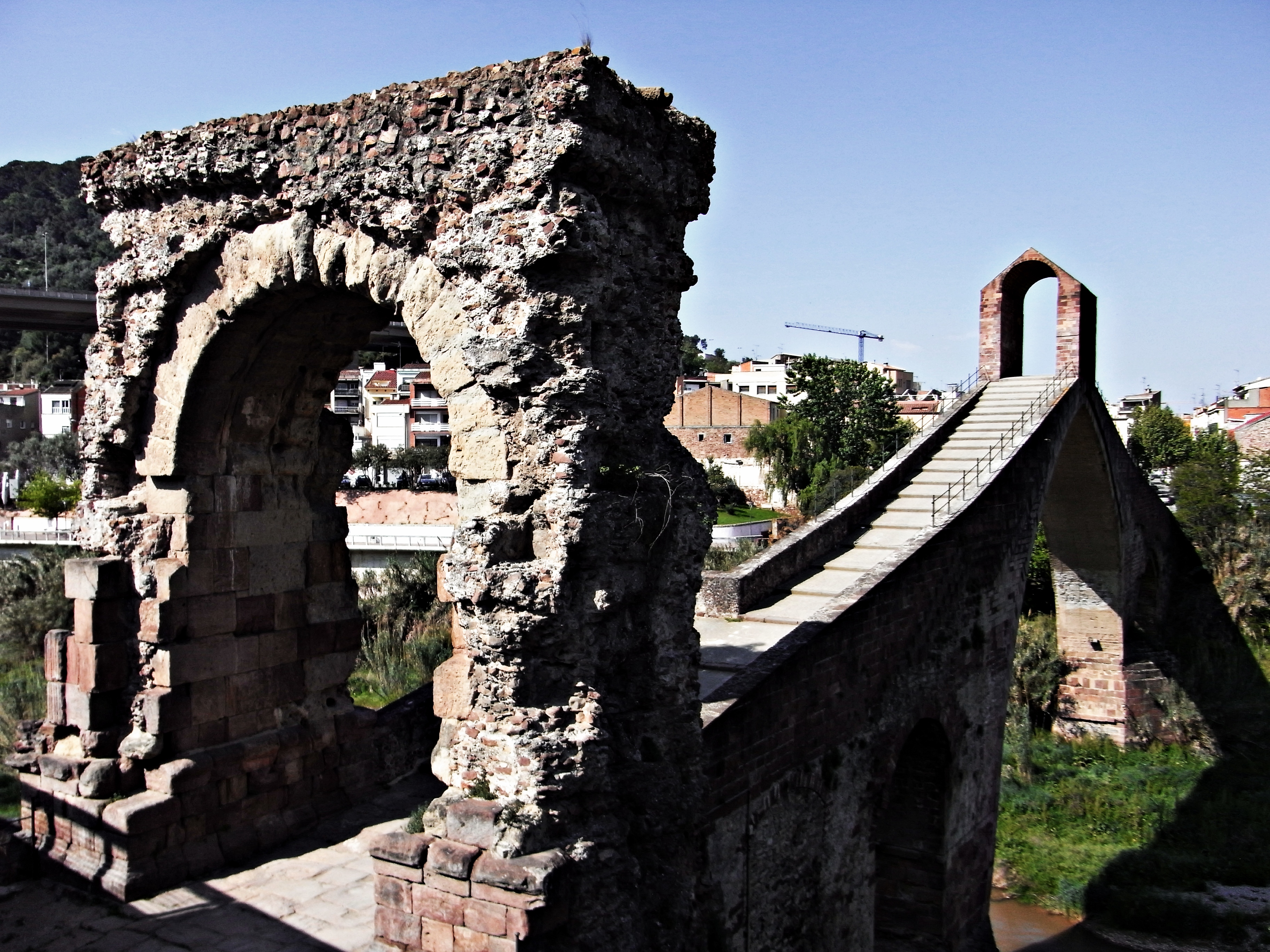
Arc romà d'accés des de Castellbisbal.

L'accés al pont es feia mitjançant un arc triomfal, situat avui dins el terme municipal de Castellbisbal (ja que el riu delimita els dos municipis), construït al mateix temps que el pont, i que es troba molt degradat malgrat la restauració de què fou objecte el 1928. No hi ha evidència arqueològica que hi hagués un altre arc similar a l'altre costat del pont, però no s'ha conservat.

## Història
D'origen romà, formava part de la via Augusta i va ser construït l'any 10 aC per ser transitat per carros de bous, amb una llargada de 130 metres, una calçada ampla i pràcticament horitzontal, com es pot veure en els extrems, i amb una pilastra enmig del llit del riu. De l'època romana, es conserven els estreps del pont, fets amb grans carreus amb inscripcions de les legions que hi van treballar, i un arc triomfal honorífic al marge esquerre, probablement del segle ii. Fins al segle xiv va ser l'únic pont de la vall baixa del Llobregat.
A l'estrep occidental del pont hi ha un conjunt de 17 marques epigràfiques (al parament romà), gravades als carreus encoixinats, en ambdós costats. Dotze corresponen a la legió quarta macedònica, tres a la sisena victoriosa i dues a la desena gèmina. La coincidència de les marques d'aquestes legions permet d'afinar la cronologia romana del pont a l'entorn dels anys 9-8 aC, segons estudi de M. Mayer, I. Rodà i G. Fabre. Això coincideix amb la data de remodelació de l'antiga via Hercúlea, des d'aleshores coneguda com a via Augusta, i que cal datar en aquests anys, tal com sabem per altres fonts (pedres mil·liars).
La batalla d'Ad Pontes fou un enfrontament militar entre musulmans i francs a la rodalia del pont, suposadament el 792, abans de l'absència del rei Lluís el Pietós, que va anar a Itàlia.
El pont va ser destruït pel riu, que se'n va endur el pilar central, i està documentada una reconstrucció de l'any 1143. Posteriorment es va reconstruir com a pont gòtic amb un sol arc, obra iniciada el 1283 i acabada als voltants del 1295, sota la direcció de Bernat Sellés, amb dos arcs ogivals, el major de 21 metres d'alçada i 43 d'amplada, per evitar l'efecte de les riuades. El nou perfil i la menor amplada ja no eren adients per a la circulació rodada, però sí per al transport amb bèsties de càrrega, molt més emprat a l'edat mitjana.

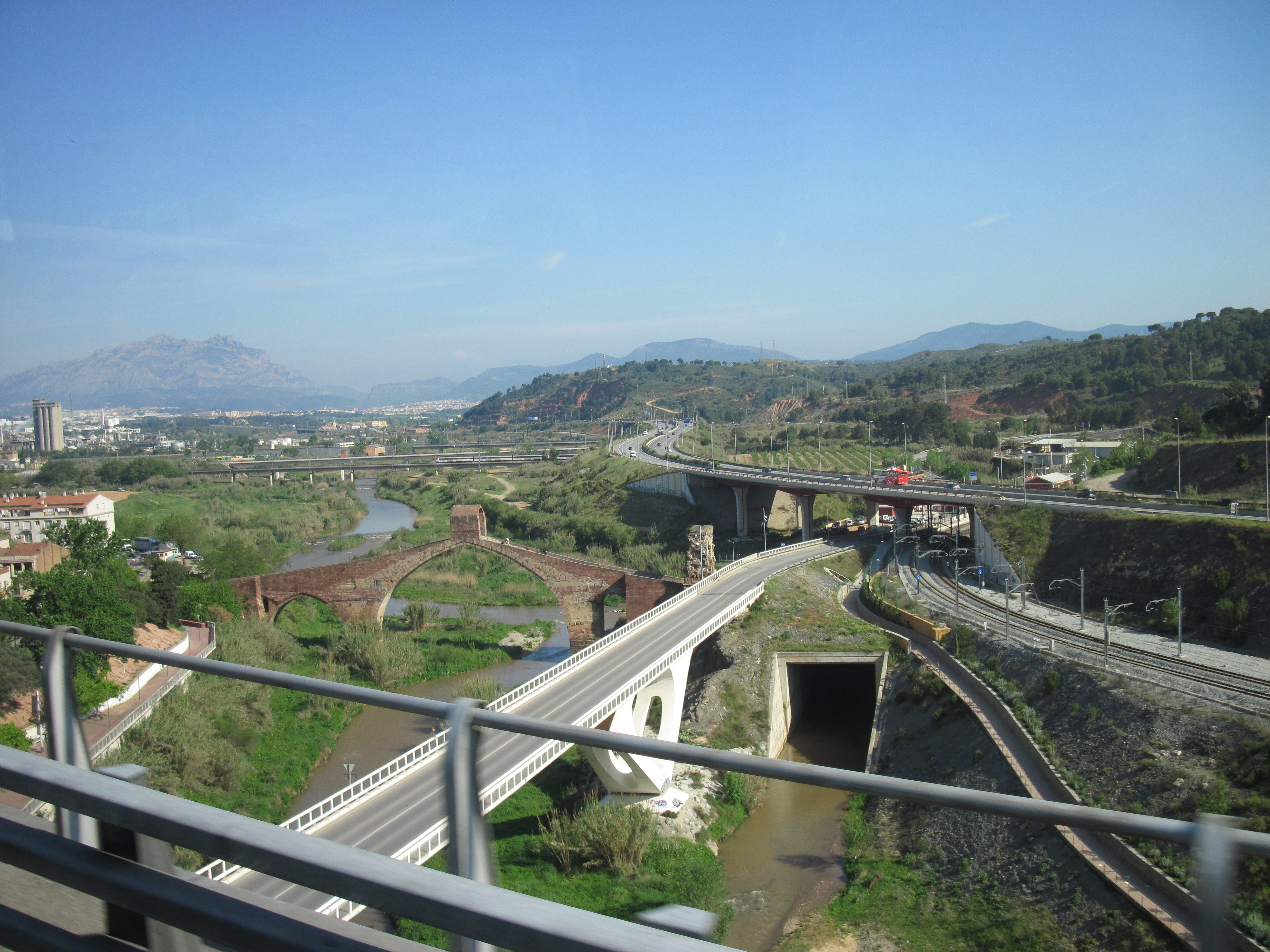
Pont del Diable, entre els moderns passos a desnivell

Fou restaurat el 1768 per l'enginyer militar Juan Martín Cermeño. El gener del 1939 l'arc central va ser destruït per l'exèrcit republicà en retirada, i va ser reconstruït el 1962, mantenint l'estructura gòtica del 1283.
L'obra romànica és més difícil de datar, tot i que podria ser immediata al 1143, quan se sap que una forta riuada destruí el pont. Una nova destrucció i reconstrucció en tingué lloc el 1283. El pont gòtic fou reconstruït a la dècada del 1950 a càrrec de la Diputació de Barcelona, sota la direcció de l'arquitecte Camil Pallàs.

## Galeria d'imatges

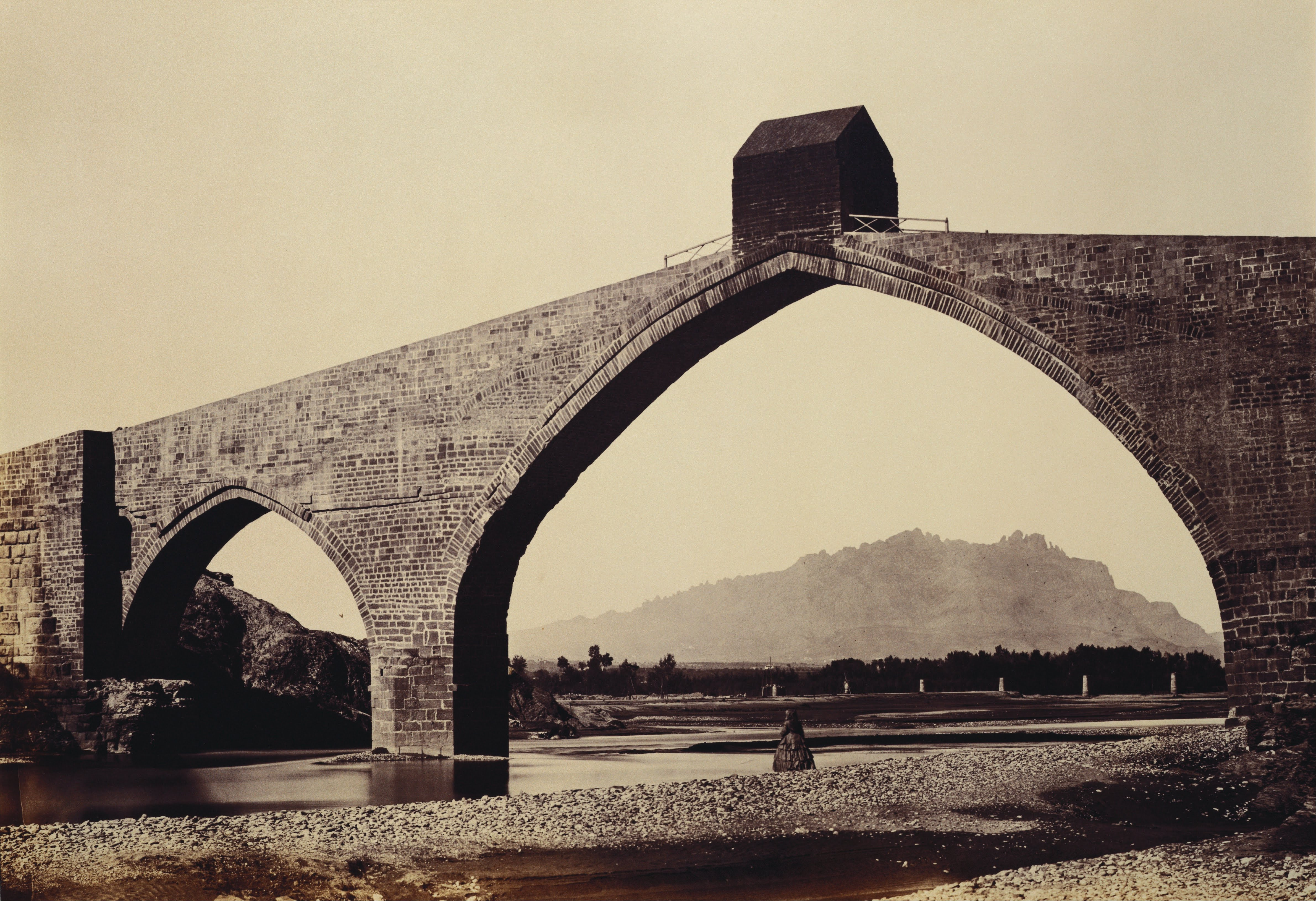
Foto dels anys 1860 de Charles Clifford
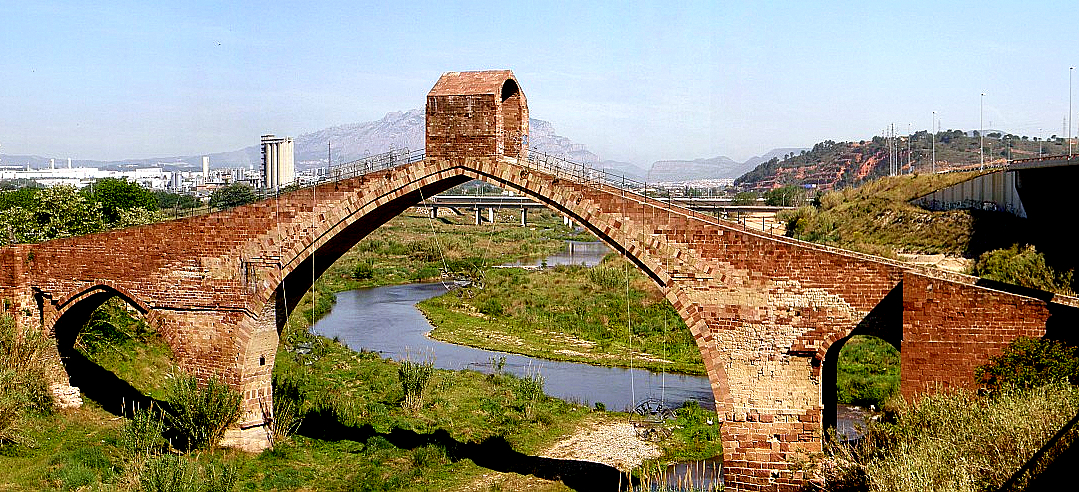
Vista lateral del pont, any 2008
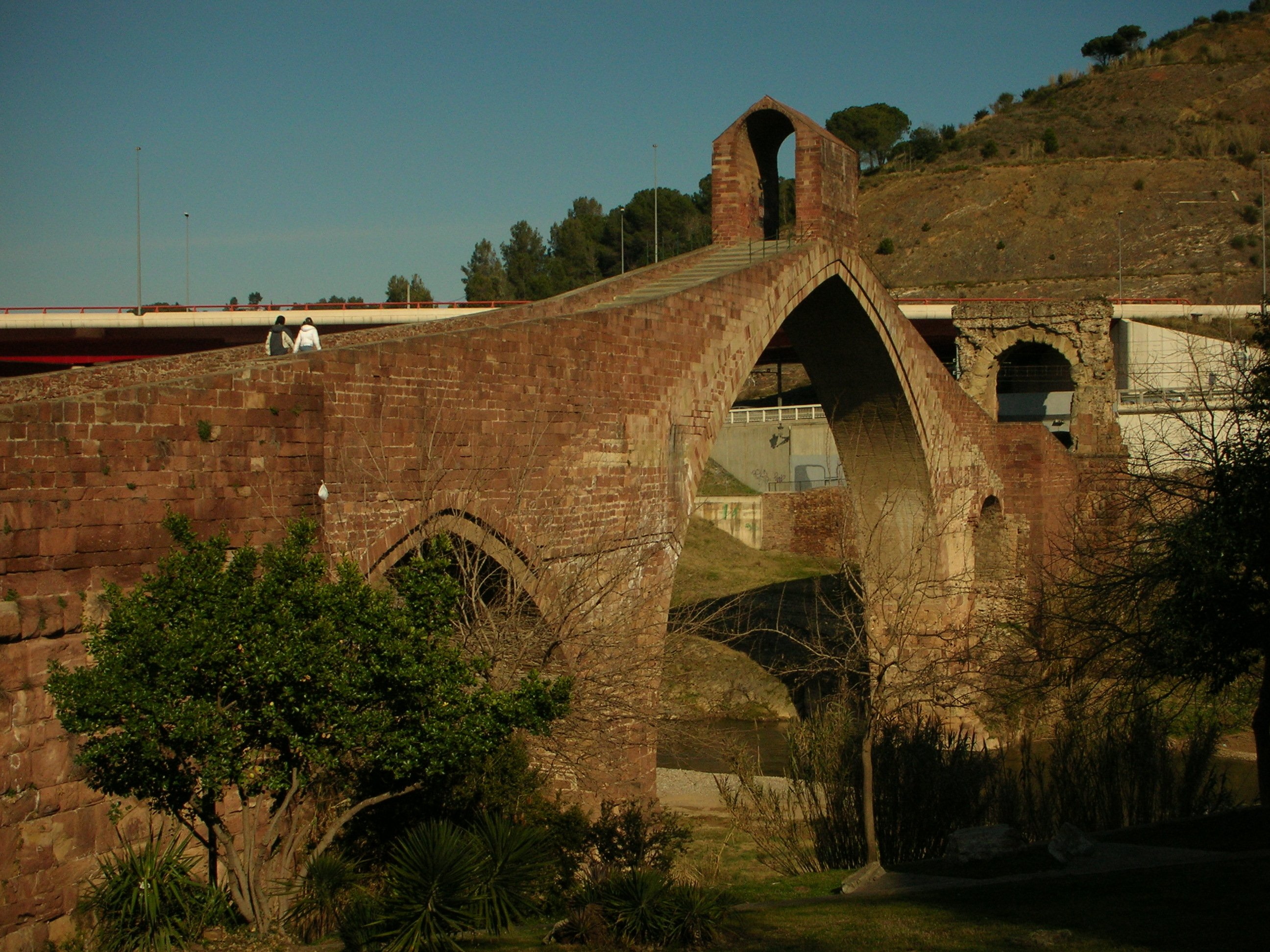
El pont
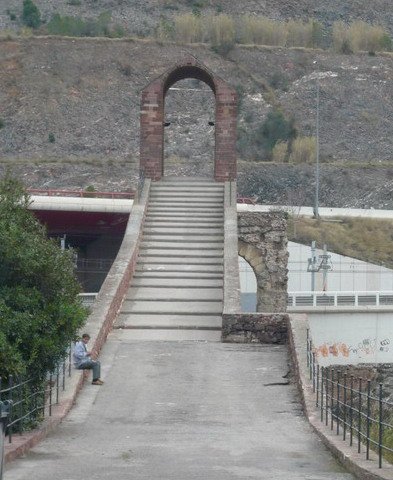
Accés al pont
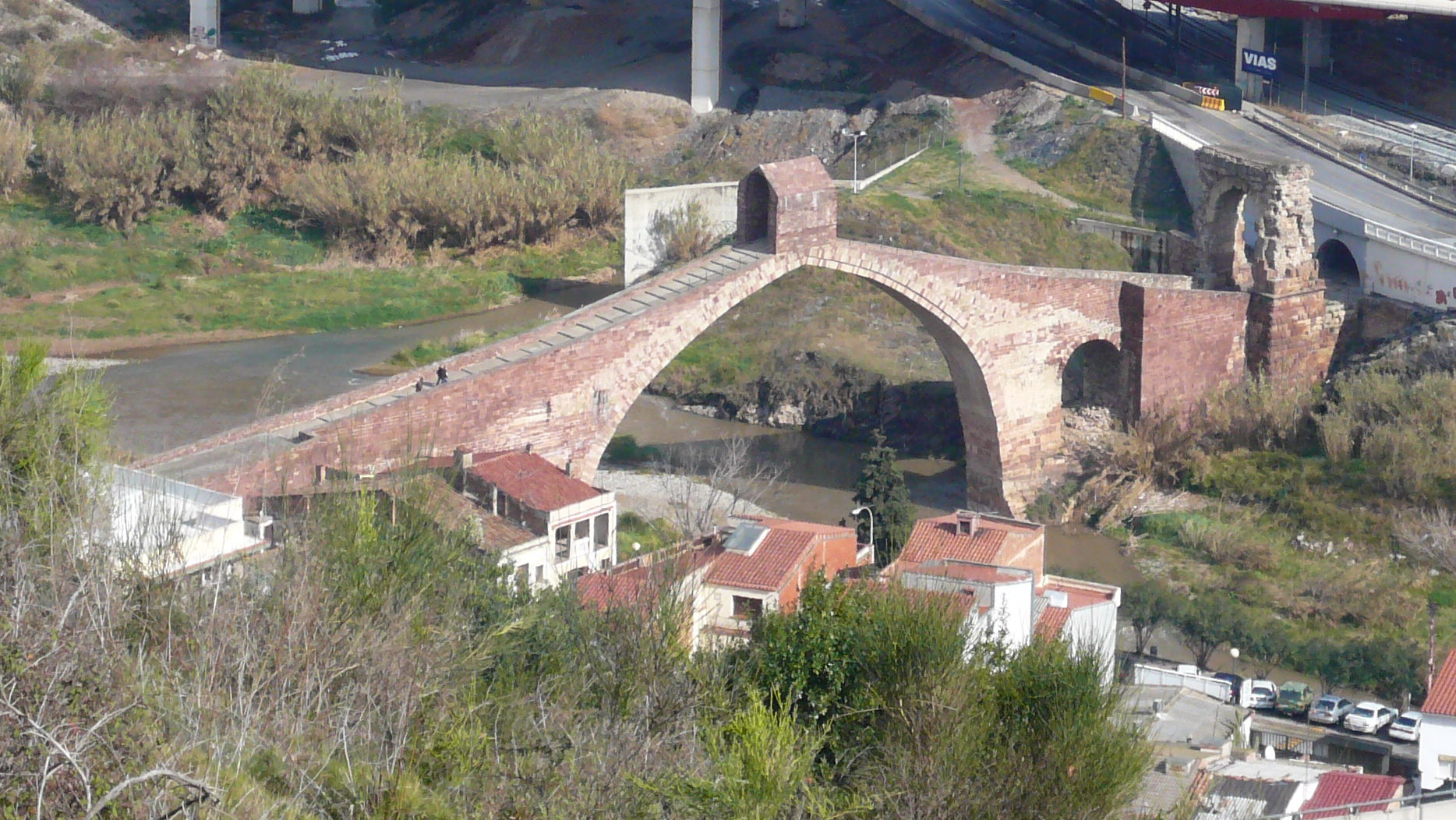
El pont del Diable vist de la serra de les Torretes
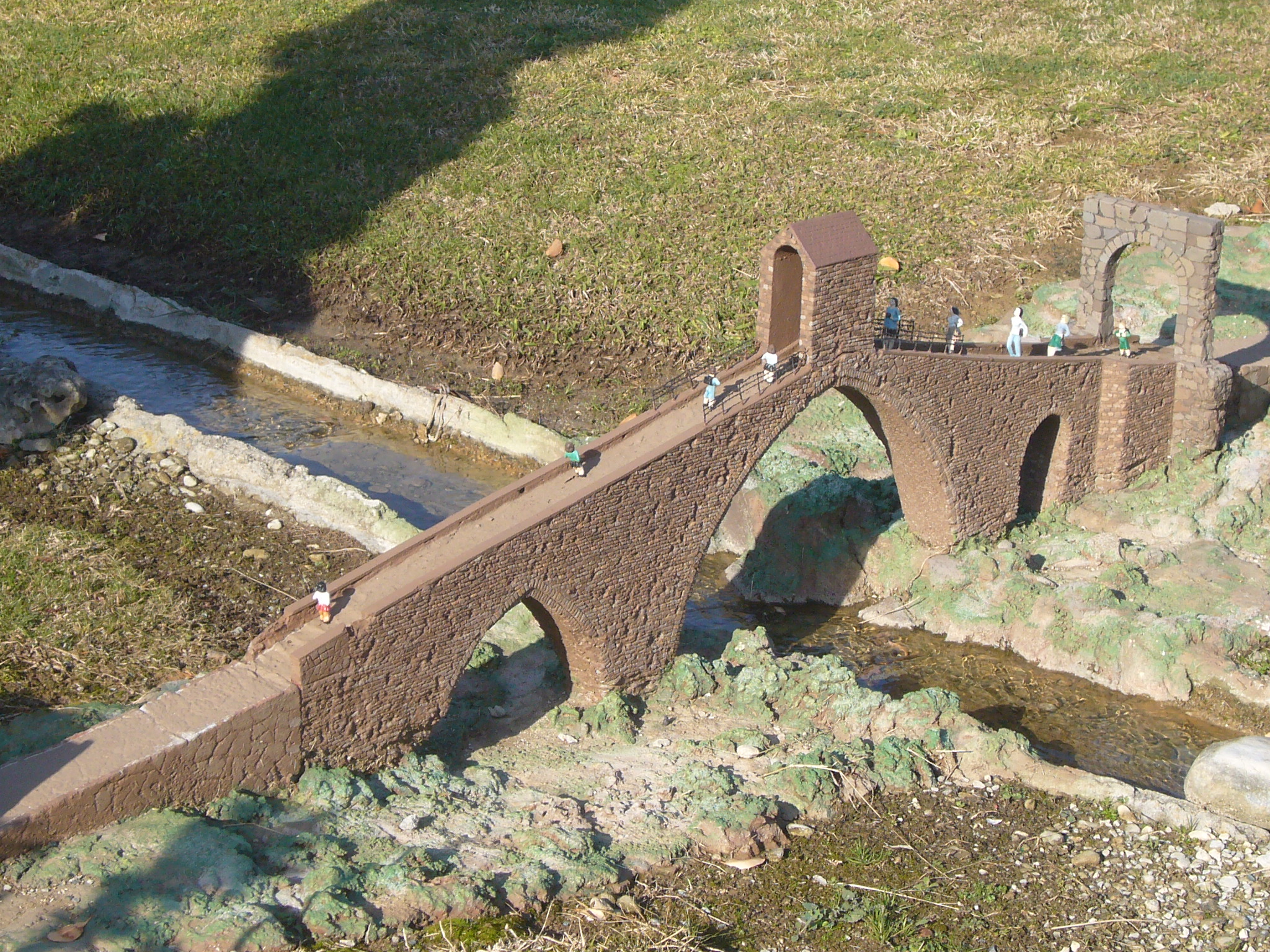
Model a escala del pont, a Catalunya en Miniatura
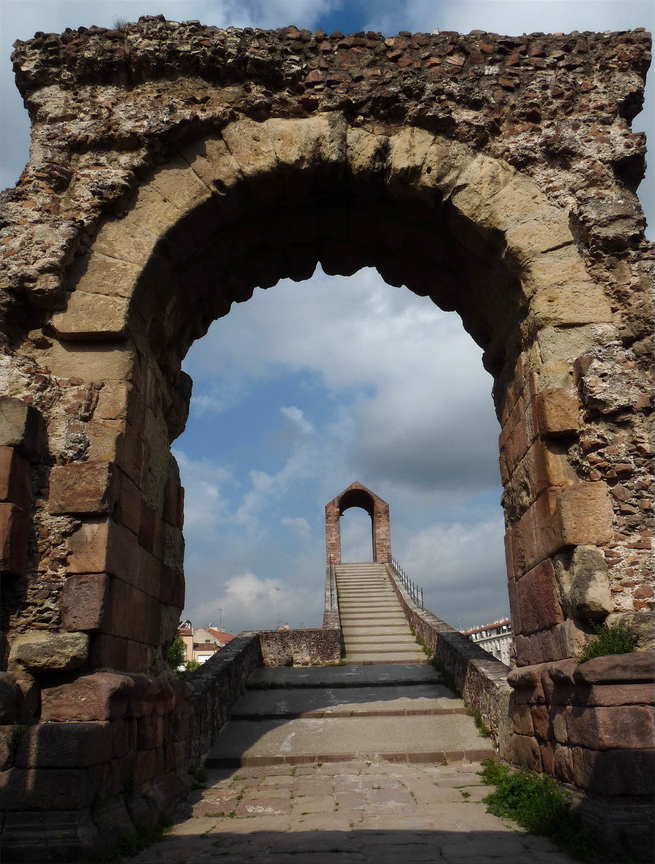
Arc romà d'accés des de Castellbisbal.